# Ciklopentadienilni anjon
U hemiji, ciklopentadienilni anjon ili ciklopentadienid je aromatična vrsta sa formulom [C5H5]− i skraćenicom Cp−. Njegovo ime je izvedeno iz imena molekula ciklopentadiena. Soli ciklopentadienilnog jona mogu da budu stablne, npr., Natrijum ciklopentadienid. Poznata su kompleksnija koordinaciona jedinjenja, kao što su ciklopentadienilni kompleksi, tj. metaloceni.
On je regularni pentagonalni, planarni, ciklični jon koji ima 6 π-elektrona (4n+2, gde je n=1), čime je zadovoljeno Hukelovo pravilo aromatičnosti. On može da koordinira kao ligand atoma metala.
Njegova struktura se sastoji od pet resonantnih kontibutora pri čemu svaki atom ugljenika nosi deo negativnog naelektrisanja.